# Elise Capitain
Elise Capitain, auch Elise Anschütz und Elise Haase, (* 1820 in Frankfurt am Main; † 3. Juni 1895 in Heidelberg) war eine deutsche Opernsängerin (Sopran).

## Leben
Capitain, die Tochter des Handwerkers Carl Philipp Capitain (* 31. Oktober 1785 in Frankfurt am Main; † 18. November 1835 ebenda) und der Katharina Mons (* 10. April 1785 in Oberursel; † 3. Mai 1837 in Frankfurt am Main) betrat die Bühne in ihrer Vaterstadt zum ersten Mal am 26. April 1837 als „Pamina“ in der Zauberflöte und entwickelte sich zu einer bedeutenden dramatischen Sängerin. Mit jeder neuen Partie entfaltete sie neue Vorzüge und was ihr an durchgreifend dramatischen Erfahrungen noch abging, ersetzte ihr natürliches Talent und jener Instinkt, der überall das Richtige trifft. 1846 ging die Künstlerin in das dramatische Fach über und war u. a. als „Marie“ in der Regimentstochter und als „Zerlina“ im Don Giovanni zu sehen. Weitere Erfolge erzielte sie u. a. als „Rachel“ in La Juive, „Leonore“ im Fidelio sowie als Hauptdarstellerin in Glucks Alceste und Webers Euryanthe etc. Nachdem sie nahezu 25 Jahre in Frankfurt gewirkt hatte, ging sie Engagements am Stadttheater in Mainz (1861–62) und am Stadttheater in Bremen (1862–64) ein. 1864 zog sie sich von der Bühne zurück.
In erster Ehe (1845) war sie mit dem Baritonisten Alexander Anschütz (Schwiegervater: Heinrich Anschütz, Schwägerin: Marie Emilie Auguste Koberwein) verheiratet. 1858 vermählte sie sich in London mit Friedrich Haase, doch wurde diese Ehe bald getrennt. Sie schlug ihren Wohnsitz in Heidelberg auf, wo sie am 3. Juni 1895 verstarb.
Ihr Bruder war Johann Robert von Capitain, der Offizier in der Osmanischen Armee wurde.